# Zhao Shangzhi
 (juin 2018).
Si vous disposez d'ouvrages ou d'articles de référence ou si vous connaissez des sites web de qualité traitant du thème abordé ici, merci de compléter l'article en donnant les références utiles à sa vérifiabilité et en les liant à la section « Notes et références ».
Zhao Shangzhi (趙尚志, 1908-1942) est un commandant militaire du Parti communiste chinois.
Né à Chaoyang au Liaoning, il participe au mouvement du 30-Mai en 1925 et rejoint le Parti communiste la même année. En novembre 1925, il entre à l'académie de Huangpu au Guangzhou.
Le 18 septembre 1932, il devient commandant de la division militaire du Nord-Est de la Chine pour le Parti. En octobre 1933, il est responsable des guérillas anti-japonaises de Zhuhe, et est promu commandant de l'armée unie anti-japonaise du Nord-Est en 1934.
Le 12 février 1942, il est capturé par la police militaire japonaise après avoir été attaqué par un agent provocateur et meurt peu après à l'âge de 34 ans.
Pour lui rendre hommage, la ville de Zhuhe où il a le plus combattu les Japonais est renommée Shangzhi.